# تايرون هيوز
تايرون هيوز (بالإنجليزية: Tyrone Hughes)‏ هو لاعب كرة قدم أمريكية أمريكي، ولد في 14 يناير 1970 في نيو أورلينز في الولايات المتحدة.

## وصلات خارجية
- تايرون هيوز على موقع مرجع كرة القدم المحترفة.كوم (الإنجليزية)